# Ceratomyxa ammodytis
Ceratomyxa ammodytis is een microscopische parasiet uit de familie Ceratomyxidae. Ceratomyxa ammodytis werd in 2003 beschreven door Zhao & Song. 